# David Němeček
David Němeček (* 29. Juni 1995 in Pilsen) ist ein tschechischer Eishockeyspieler, der seit 2020 beim HC Sparta Prag aus der tschechischen Extraliga unter Vertrag steht.

## Karriere
David Němeček durchlief die Nachwuchsabteilung des HC Plzeň 1929 aus seiner Heimatstadt. Beim CHL Import Draft 2012 wurde er vom Sarnia Sting in der zweiten Runde an insgesamt 96. Position gezogen und wechselte zu dem Klub aus der Ontario Hockey League. Nach einem Jahr wurde dort sein Vertrag jedoch nicht verlängert und so wählten ihn die Saskatoon Blades aus der Western Hockey League beim CHL Import Draft 2013 in der ersten Runde als insgesamt 49. Spieler aus. Nach einem Jahr in Saskatchewan kehrte er nach Europa zurück und wurde 2015 mit Turun Palloseura finnischer U20-Meister. Für den Klub aus Turku absolvierte er auch vier Spiele in der Liiga, der höchsten finnischen Spielklasse. Anschließend wurde er beim USHL Entry Draft von den Cedar Rapids RoughRiders in der 18. Runde als insgesamt 288. Spieler gezogen. Nach einem Jahr bei dem Klub aus Iowa kehrte er nach Pilsen zurück, wo er für den GC 1929 in der Extraliga spielte. 2017 wechselte er ligaintern zum BK Mladá Boleslav. Die Saison 2019/20 verbrachte er bei Rauman Lukko in der finnischen Liiga. Daran anschließend kehrte er nach Tschechien zurück und steht seit 2020 beim HC Sparta Prag unter Vertrag.

### International
Für sein Heimatland kam Němeček im Juniorenbereich bei der U18-Weltmeisterschaft 2013 und den U20-Weltmeisterschaften 2014 und 2015 zum Einsatz. Eine Medaille konnte er dort allerdings nicht gewinnen.
Für die tschechische Herren-Nationalmannschaft gab er im Rahmen der Euro Hockey Tour 2017/18 sein Debüt. Sein erstes großes internationales Turnier bestritt er jedoch erst bei der Weltmeisterschaft 2023, als die Tschechen den achten Platz belegten.

## Erfolge und Auszeichnungen
- 2015 Finnischer U20-Meister mit Turun Palloseura

## Statistik
(Stand: Ende der Saison 2024/25)